# Kurt Leibbrand

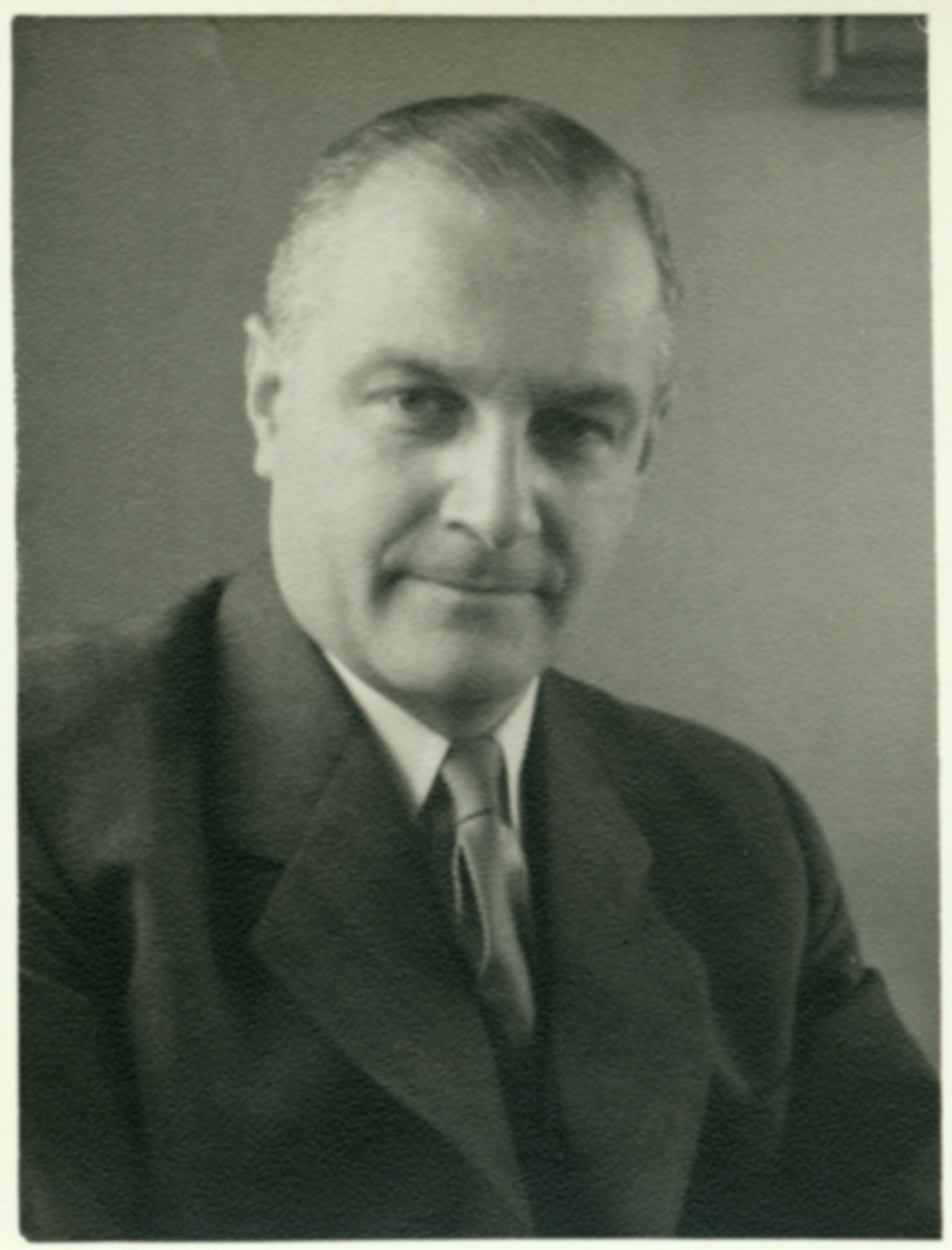
Kurt Leibbrand (1953)

Kurt Leibbrand (* 19. Mai 1914 in Berlin-Schmargendorf; † 21. Juli 1985 in Santo Domingo) war ein deutscher Bauingenieur und Verkehrsplaner. Im Sommer 1944 veranlasste er als Oberleutnant der Deutschen Wehrmacht die Erschießung meuternder Italiener, die als sogenannte Hilfswillige beim Eisenbahn-Pionierregiment in Südfrankreich arbeiteten. Anfang der 1960er Jahre wurde ihm deshalb der Prozess gemacht.

## Leben und Wirken
Kurt Leibbrands Vater war der Ingenieur Max Leibbrand, der von 1932 bis 1942 Vorstandsmitglied der Deutschen Reichsbahn war und nach dem Zweiten Weltkrieg zum Generaldirektor der Reichsbahn-Generaldirektion in der Britischen Besatzungszone bestellt wurde. Seine Mutter, eine geborene Marty, kam aus der Schweiz. Ihr Bruder war der Züricher Kantonsingenieur und Oberst Hans E. Marty.
Leibbrand besuchte das Heinrich-von-Kleist-Realgymnasium in Berlin-Wilmersdorf. Seine Reifeprüfung absolvierte er 1931. Es folgten Studienjahre im Bauingenieurwesen an den Technischen Hochschulen in Stuttgart und Berlin, die er 1935 als Diplomingenieur in Stuttgart abschloss. Drei Jahre später promovierte er in Berlin mit Auszeichnung. Es schloss sich eine Ausbildung bei der Reichsbahn und bei den Reichsautobahnen an, die zur Ernennung zum Bauassessor des Eisenbahn- und Straßenbaufachs führte. Leibbrand wechselte zur Reichsbahndirektion Frankfurt/Main, wo er 1940 zum Reichsbahnrat befördert wurde. 1943 habilitierte er sich in Berlin mit einer Arbeit zu Verkehrsfragen.
Von 1940 bis 1945 war Leibbrand bei den Eisenbahnpionieren in Frankreich, Russland, Griechenland und zuletzt – als Oberleutnant der Reserve – wieder in Frankreich. Er geriet in französische Gefangenschaft, aus der er 1946 entlassen wurde. Nach seiner Rückkehr arbeitete er zuerst bei der Reichsbahn in Stuttgart, dann ab 1948 als Oberbaurat für Verkehrswesen beim Stuttgarter Stadtplanungsamt und unterrichtete zugleich als Privatdozent mit einem Lehrauftrag in Städteplanung sowie in Straßenbahn- und Hochbahnfragen an der Technischen Hochschule Stuttgart.:S. 97
Zum 1. Oktober 1950 wurde Leibbrand als außerordentlicher Professor für Eisenbahn- und Verkehrswesen an der ETH Zürich gewählt und 1954 für zehn Jahre als ordentlicher Professor bestätigt. 1954 hatte er einen Ruf der Technischen Universität Berlin, als Ordinarius für Eisenbahn- und Verkehrswesen erhalten, jedoch abgelehnt.:S. 114
Neben seinen Unterrichtsverpflichtungen an der ETH bearbeitete Leibbrand als einer der führenden Verkehrswissenschaftler im deutschsprachigen Raum zahlreiche Verkehrsgutachten und - planungen für Städte in Deutschland und der Schweiz. Das erste große Planungsprojekt war 1952 der Generalverkehrsplan für Zürich. Als Spezialist auf dem Gebiet städtischer Generalverkehrsplanungen und als Verkehrsgutachter war er unter anderem für die deutschen Städte Münster, Memmingen, Mainz, Pforzheim, Selb, Neuss, Wanne-Eickel, Bonn, Frankfurt am Main (Stadtbahn) und München, Regensburg (Stilllegung der Straßenbahn) sowie für die schweizerischen Städte Teufen (AR), Biel, Luzern, Bern, Basel und Fribourg tätig.:S. 121
Am 1. April 1961 wurde er Direktor des neu gegründeten ETH-Instituts für Orts-, Regional- und Landesplanung, das neben Lehr- und Forschungstätigkeiten auch Beratungsaufträge für Gemeinden, kantonale Amtsstellen und Bundesbehörden bearbeiten sollte.
Nach seiner Verhaftung im Juli 1961 in Frankfurt wegen eines Kriegsverbrechens musste Leibbrand in Deutschland bleiben und konnte seinen Lehr- und Forschungsverpflichtungen nicht nachkommen. Er wurde zum 1. September 1961 von der ETH beurlaubt. Nach dem ersten Prozess durfte er im Oktober 1962 nach Zürich zurückkehren und verzichtete am 16. Februar 1963 gegen Zahlung einer Abfindung auf seine ETH-Professur. Der Verlust seiner Anstellung an der ETH bedeutete das Ende seiner akademischen Laufbahn im deutschsprachigen Raum.
Leibbrand zog 1963 mit seiner Familie zurück nach Deutschland und war bis Ende der 1970er Jahre als beratender Ingenieur in Frankfurt tätig. Er übernahm Gastprofessuren in den USA, Spanien und Portugal sowie ein Mandat als bundesdeutscher Vertreter in OECD-Gremien für Stadtverkehrsfragen. Ab 1977 arbeitete er in Rio de Janeiro, später auch in Santo Domingo.:S. 159

## Anklage wegen Kriegsverbrechen
Am 24. Juli 1961 wurde Leibbrand im Auftrag des Stuttgarter Amtsgerichts auf dem Frankfurter Flughafen verhaftet – wegen des im Zweiten Weltkrieg im August 1944 von ihm, als Oberleutnant, erteilten Befehls, in Orange bei Avignon 28 italienische Hilfswillige der 6. Kompanie des Eisenbahn-Pionierregiment der 19. Armee mit Maschinengewehren erschießen zu lassen, nachdem sie beim Rückzug der Kompanie gemeutert haben sollen. Ein Kompanieoffizier beorderte die ahnungslosen „Hiwis“ mitten in der Nacht auf eine kleine Waldwiese, wo sie von MG-Schützen erschossen worden sind. 26 waren tot und 5 schwerverletzt.
Mangels Beweisen sprach das Stuttgarter Schwurgericht Leibbrand am 2. Oktober 1962 von der Anklage wegen Mordes frei. Der Bundesgerichtshof in Karlsruhe hob das Urteil auf und wies den Fall zur Neubeurteilung an das Stuttgarter Gericht zurück. Am 10. Januar 1966 stand Leibbrand zum zweiten Mal in Stuttgart vor Gericht. Trotz der Anklage wegen Mordes und einer recht eindeutigen Beweislage wurde seine Tat als Totschlag gewertet und das Verfahren wegen Verjährung eingestellt.

## Werk (Auswahl)
- 1957: Verkehrsingenieurwesen – Städtische Verkehrsplanungen für Schiene und Straße, Birkhäuser Verlag, Basel und Stuttgart
- 1961: Stadtbahn Frankfurt am Main, Planerische Gesamtübersicht "Leibbrand-Plan", Vergleich von Alweg-, Unterpflaster- und Tiefbahn für ein Verkehrsnetz in Frankfurt am Main, 2 Bände
- 1964: Verkehr und Städtebau, Birkhäuser Verlag, Basel und Stuttgart
- 1966: Verkehrsplanung der Stadt Selb, Überarbeitung mit Walter Gropius 1968
- 1970: Gesamtverkehrsplan für Münster
- 1972: Gesamtverkehrsplan Linz
- 1975: Stadtplanung für Merzig